# Jerome Mincy
Jerome Alfred Mincy Clark (Aguadilla, 10 de Outubro de 1964) é um ex-jogador de basquetebol de Porto Rico, que jogava na posição de Ala-pivô. É, ao lado do brasileiro Marcelinho Machado, o jogador que mais vezes participou de Campeonatos Mundiais de Basquetebol - 5 participações, de 1986 a 2002. Ele é, também, o jogador com mais partidas disputadas no torneio, com 36 aparições.